# Quarter horse

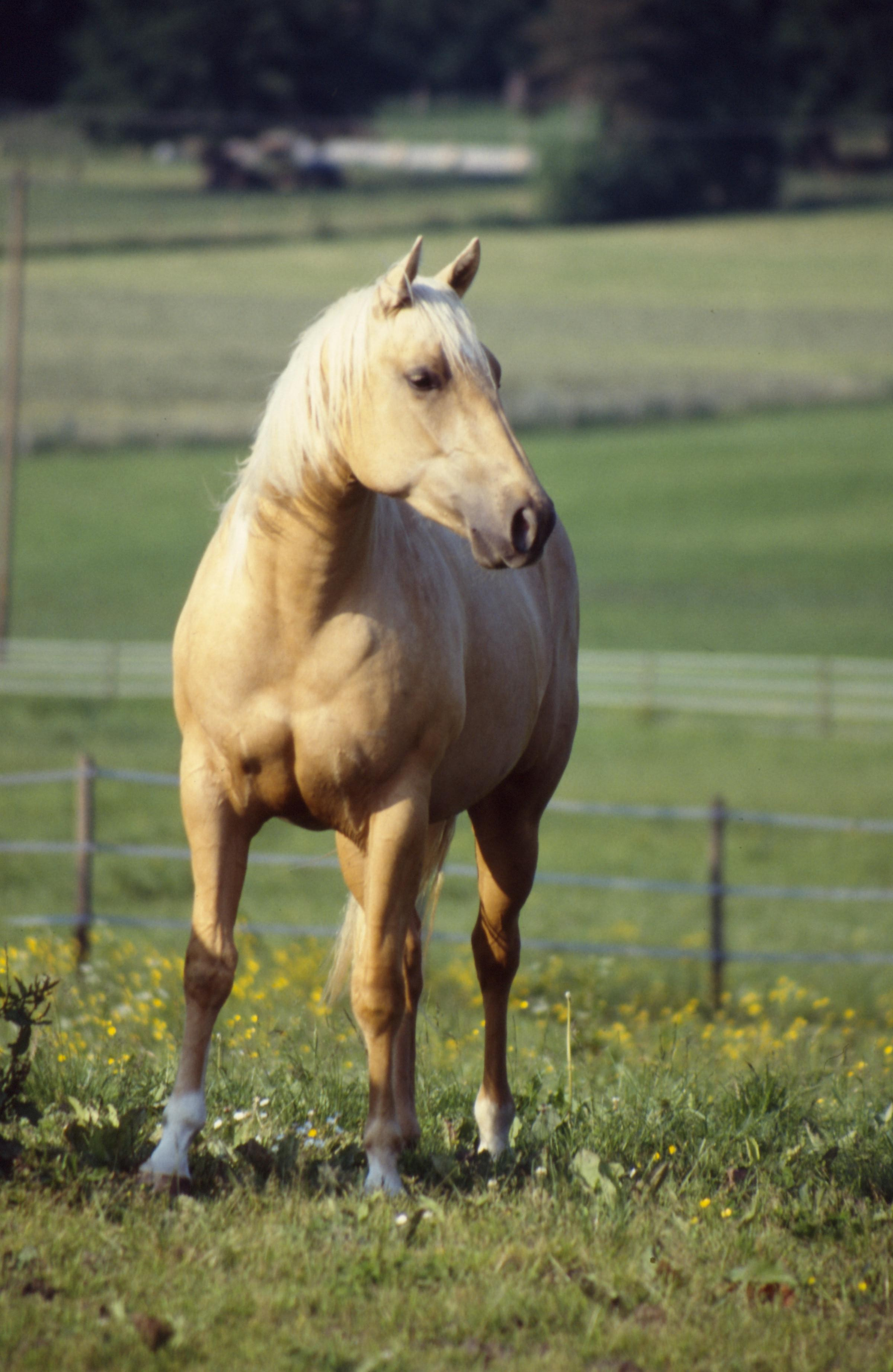
Palomino-kleurige quarter horse met de karakteristieke brede borst

De quarter horse of American quarter horse is een van de oudste en populairste Amerikaanse paardenrassen.

## Geschiedenis
Het ras komt oorspronkelijk uit het noordoosten van de Verenigde Staten.
De quarter horse is ontstaan uit kruisingen van Engelse volbloeden met andere Amerikaanse paarden. De naam van het ras is te danken aan het feit dat deze paarden goed kunnen sprinten en daardoor uitblinken in races over de korte afstand van een kwart van een Engelse mijl, dat wil zeggen: vierhonderd meter.
Het paard werd gedurende zijn geschiedenis veelzijdig ingezet; voor de koets, als rijpaard en tijdens races.

## Kenmerken
De quarter horse is middelgroot, met een stokmaat tussen 1,45 en 1,60 m. Het paard heeft een breed voorhoofd, een brede kaak en expressieve ogen. Verder heeft het een brede borstkas en een ronde achterhand met sterke spronggewrichten die goed onder het lichaam geplaatst zijn. De rug vertoont weinig schoft. Quarter horses hebben een evenwichtig temperament en een grote intelligentie. Ze zijn over het algemeen rustig en betrouwbaar in de omgang; ze kunnen zich snel bewegen, zijn makkelijk wendbaar en bezitten een goed gevoel voor evenwicht.
Alle kleuren komen voor, behalve bontgevlekt. Het Amerikaanse stamboek noemt zeventien mogelijke vachtkleuren. Het meest gezien is vos. Gevlekte paarden hebben in de Verenigde Staten hun eigen stamboek.

## Gebruik
Quarter horses zijn intelligent, leergierig, betrouwbaar en rustig in de omgang. Quarter horses zijn vooral geschikt als rijpaard, bijvoorbeeld als politiepaard en voor het westernrijden. Quarter horses worden ook gebruikt in andere takken van de paardensport, zoals dressuur en endurance, maar men ziet dit ras het meest in de westernsport.
Men onderscheidt drie types: stock type, voor werken met vee, halter type, een sterk gespierd type dat vooral aan het halster getoond wordt, en racing type, een type dat gebruikt wordt voor kortebaanrennen.

## Stamboek
Het Amerikaanse stamboek, de American Quarter Horse Association (AQHA), is met meer dan vijf miljoen ingeschreven paarden het allergrootste ter wereld. In meerdere Europese landen en in andere werelddelen bevinden zich onderafdelingen.

## Afbeeldingen

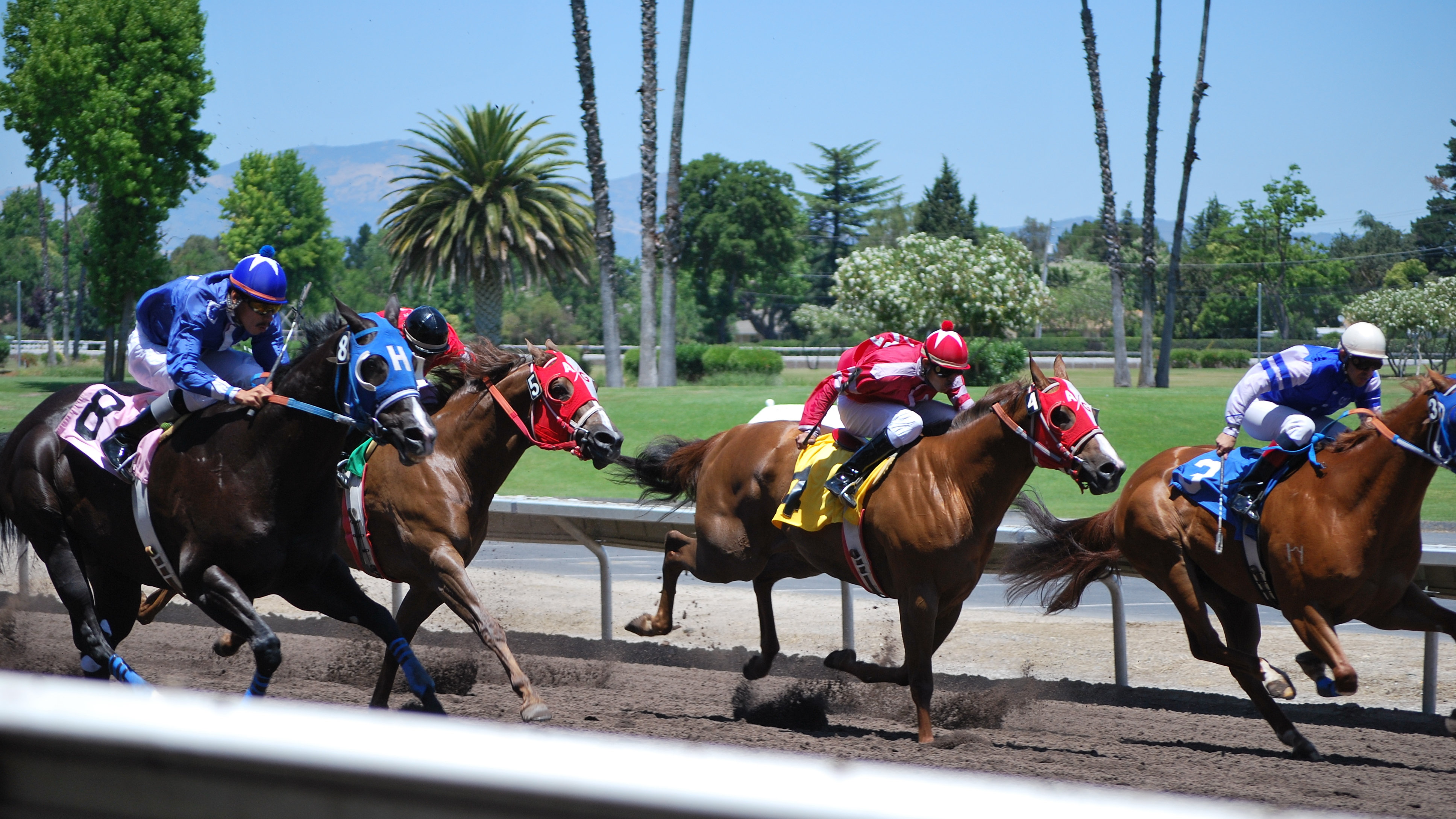
Een renwedstrijd met quarter horses
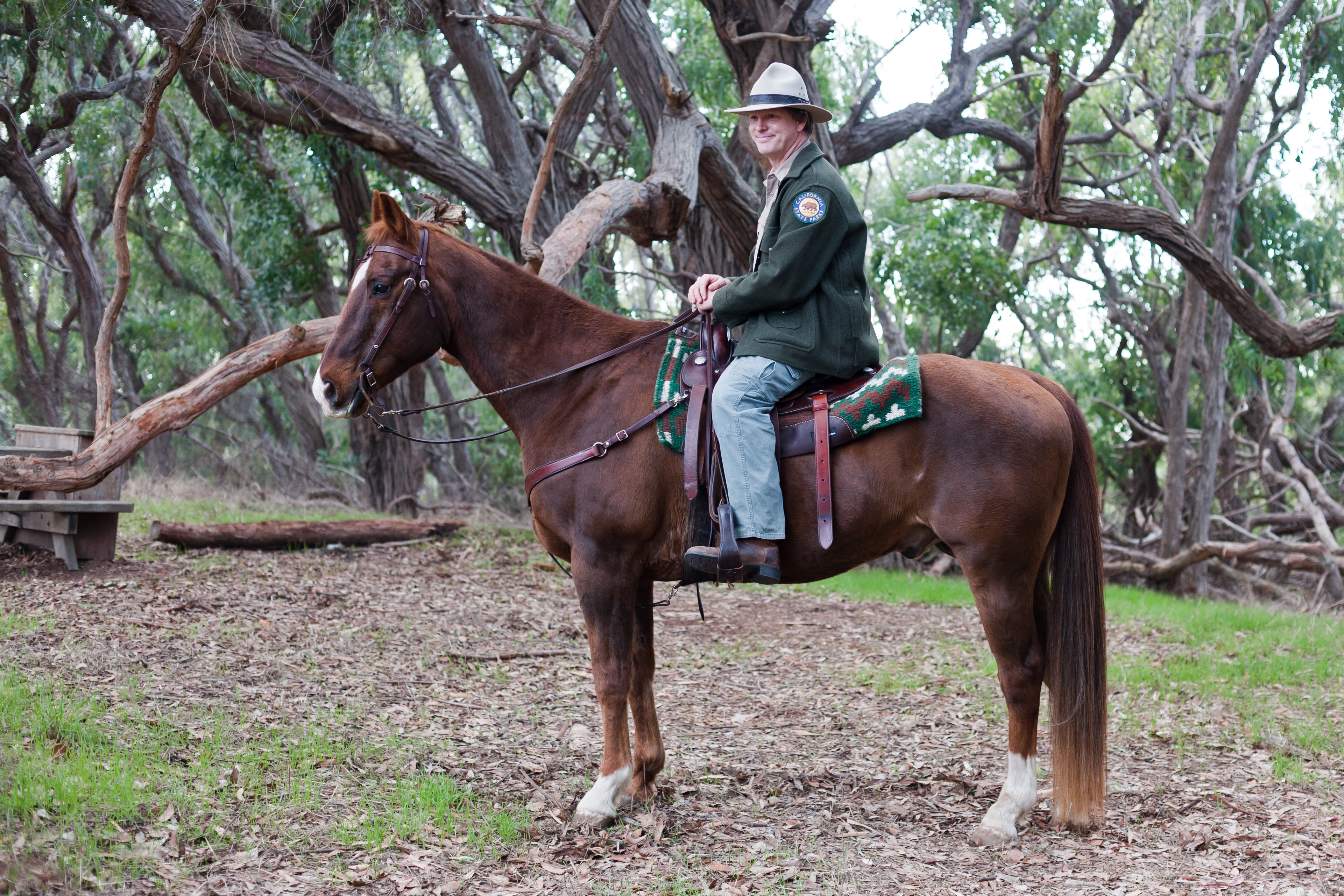
Quarter horse als rijpaard voor een ranger
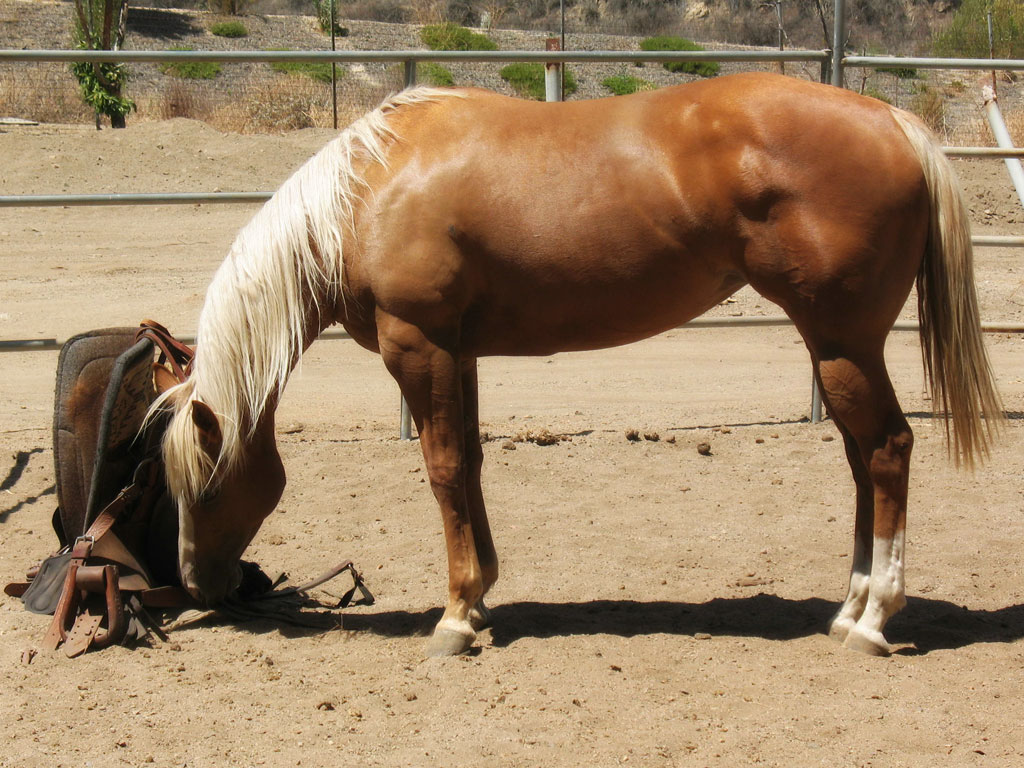
Een ongezadelde quarter horse
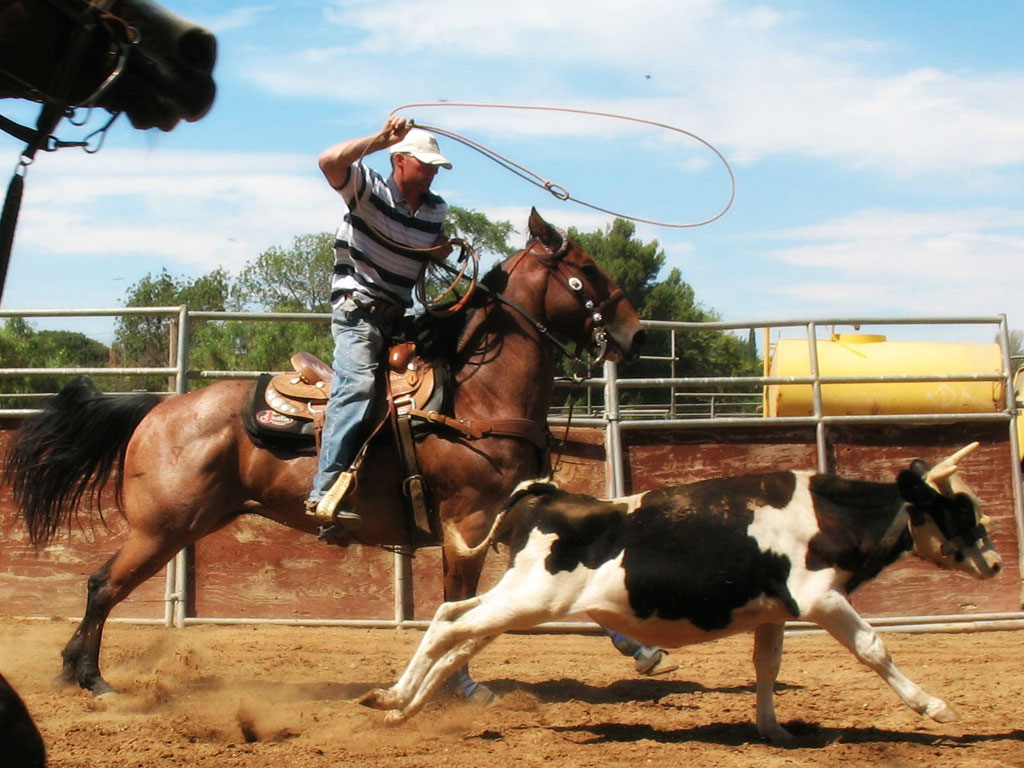
Een quarter horse tijdens werken met vee
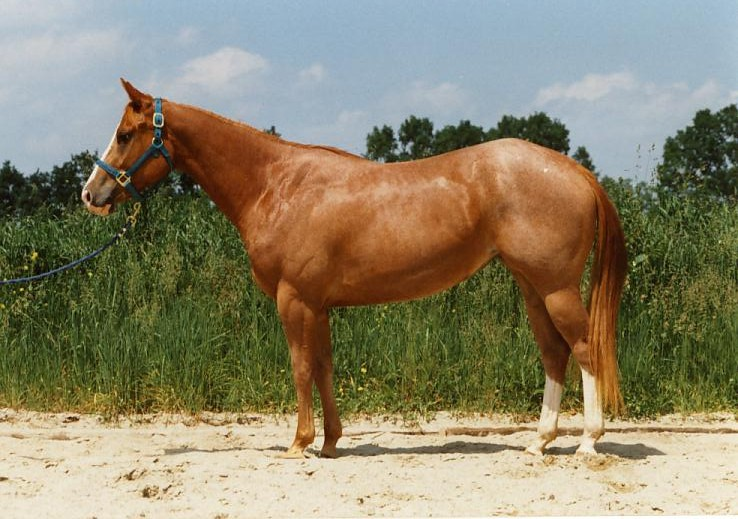
Hier zijn de aflopende achterhand en de sterke benen goed te zien
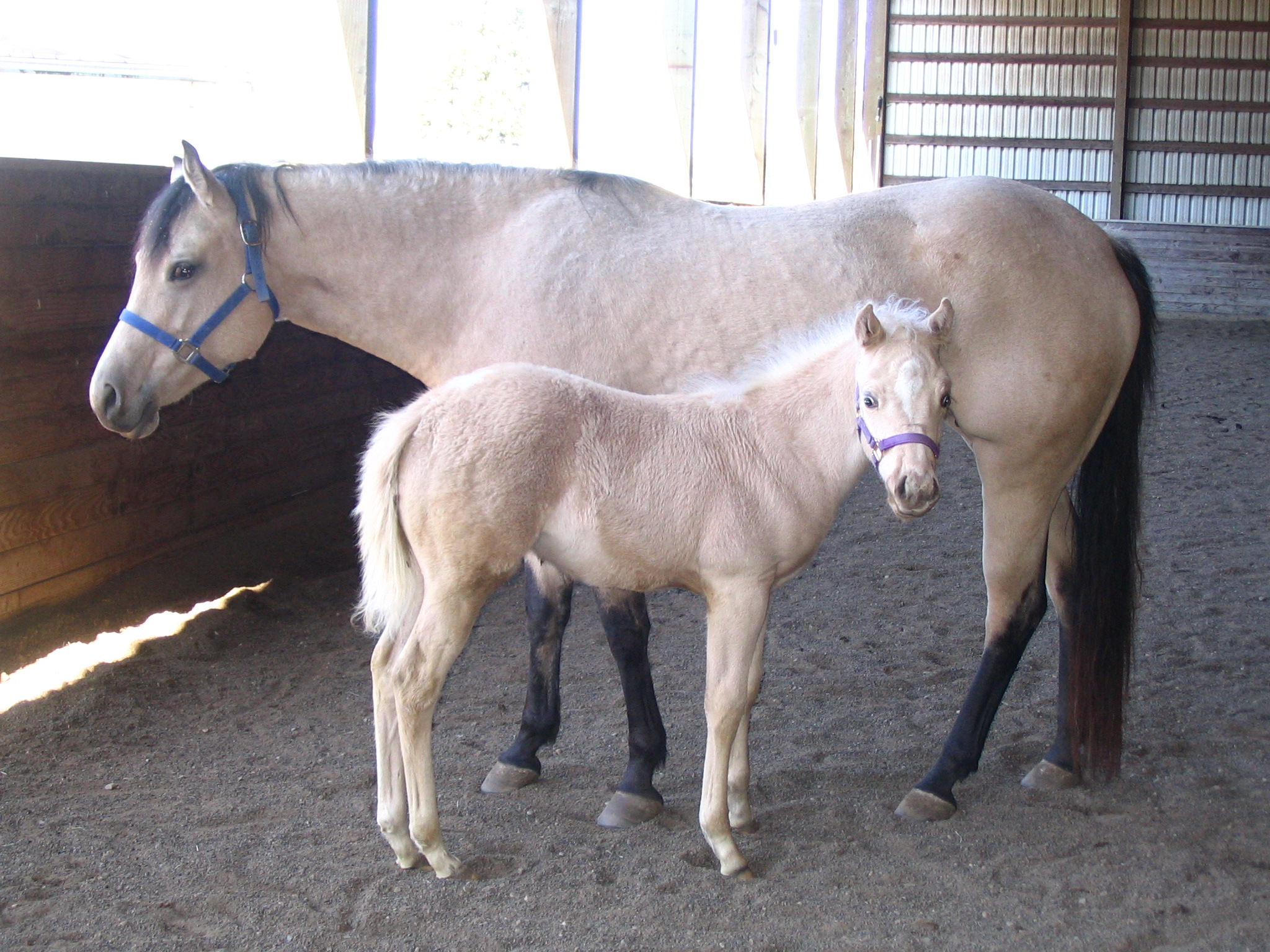
Een merrie met haar veulen
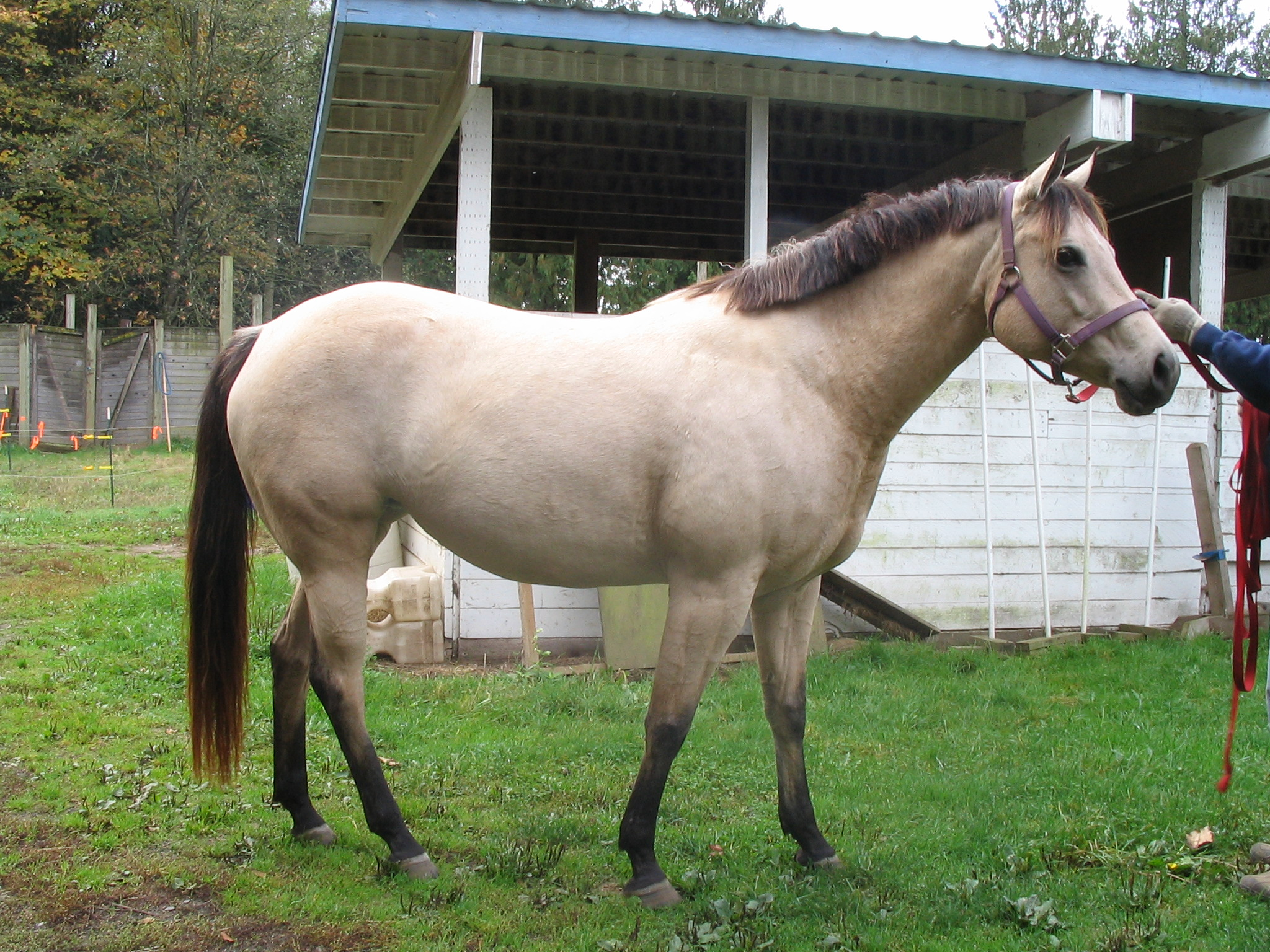
Een quarterhorsemerrie
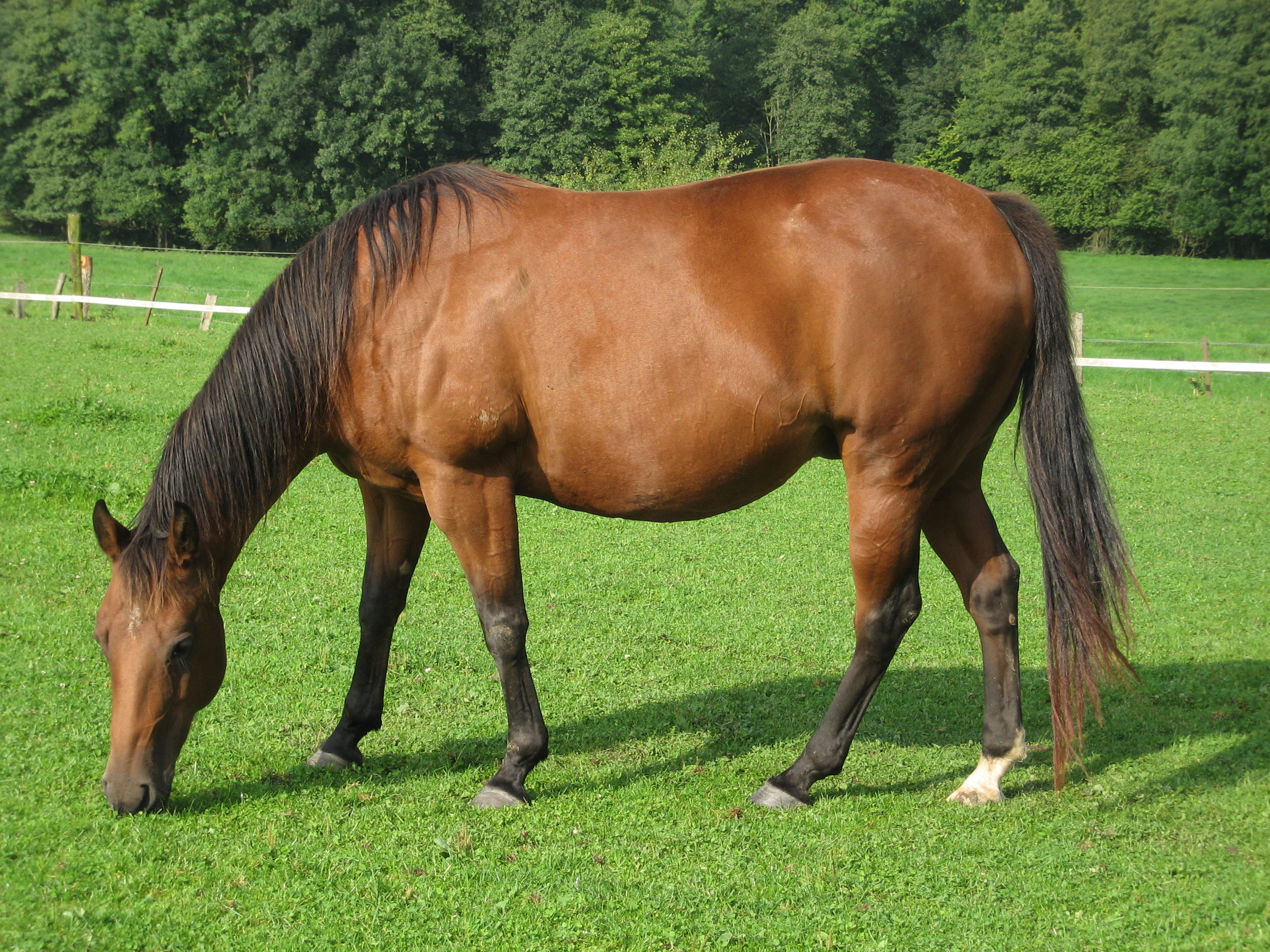
Een quarter horse in de weide